# Euspilotus bohemanni
Euspilotus bohemanni är en skalbaggsart som först beskrevs av Sylvain Auguste de Marseul 1862.  Euspilotus bohemanni ingår i släktet Euspilotus och familjen stumpbaggar. Inga underarter finns listade i Catalogue of Life.